# Базуж-Кре-сюр-Луар
Базуж-Кре-сюр-Луар (фр. Bazouges Cré sur Loir) — муніципалітет у Франції, у регіоні Пеї-де-ла-Луар, департамент Сарта. Базуж-Кре-сюр-Луар утворено 1 січня 2017 року шляхом злиття муніципалітетів Базуж-сюр-ле-Луар i Кре. Адміністративним центром муніципалітету є Базуж-сюр-ле-Луар. Населення — 1951 особа (01.01.2021).